# Archidiecezja rijecka
Archidiecezja rijecka (łac. Archidioecesis Fluminensis, chorw. Riječka nadbiskupija) – rzymskokatolicka archidiecezja ze stolicą w Rijece, w Chorwacji.
Arcybiskup Rijeki jest również metropolitą. Sufraganami metropolii są diecezje: gospicko-seńska, Krk, porecko-pulska.

## Historia
30 kwietnia 1920 utworzono administraturę apostolską Rijeki. Wcześniej wierni z tych terenów podlegali biskupom seńskim.
W dniu 25 kwietnia 1925 erygowano diecezje Rijeki(–Opatii). Objęła ona teren administratury apostolskiej Rijeki, do której dołączono parafie z diecezji seńskiej, Triestu i Kopru oraz lublańskiej.
Powstanie administratury apostolskiej i diecezji zbiegło się w czasie z walkami o przynależność państwową Rijeki, do której pretensje zgłaszały Królestwo Serbów, Chorwatów i Słoweńców oraz Włochy. W latach 1920–1924 istniało Wolne Miasto Rijeka, a później do 1947 Rijeka należała do Włoch.
27 lipca 1969 doszło do połączenia z diecezją Senj i podniesieniu diecezji do godności archidiecezji. 20 sierpnia 1969 mianowany został pierwszy biskup po wojnie. Został nim Chorwat Viktor Burić, dotychczasowy biskup Senj.
W dniu 25 maja 2000 Stolica Apostolska rozdzieliła archidiecezję tworząc archidiecezję rijecką i diecezję gospicko-seńską.

## Ordynariusza

### Administratorzy apostolscy Rijeki
- Celso Costantini (30 kwietnia 1920 – 12 sierpnia 1922) następnie mianowany delegatem apostolskim w Chinach
- Isidoro Sain OSB (9 września 1922 – 21 czerwca 1926)

### Biskupi rijeccy(-opatyjscy)
- Isidoro Sain OSB (21 czerwca 1926 – 28 stycznia 1932 †[1])
- Antonio Santin (10 sierpnia 1933 – 16 maja 1938) następnie mianowany biskupem diecezji Triest i Koper
- Ugo Camozzo (17 sierpnia 1938 – 13 stycznia 1948) następnie mianowany arcybiskupem Pizy
  - Josip Srebrnič (1949 – 1952) administrator apostolski, biskup Krk
  - Viktor Burić (1952 – 1969) administrator apostolski, biskup seński

### Arcybiskupi rijecko-seńscy
- Viktor Burić (20 sierpnia 1969 – 18 kwietnia 1974)
- Josip Pavlišić (18 kwietnia 1974 – 5 stycznia 1990)
- Anton Tamarut (5 stycznia 1990 – 25 maja 2000) zmiana tytułu

### Arcybiskupi rijeccy
- Anton Tamarut (25 maja 2000 – 28 czerwca 2000 †)
- Ivan Devčić (17 listopada 2000 – 11 października 2022)
- Mate Uzinić (11 października 2022 – nadal)